# Métaure (département)
Pour les articles homonymes, voir Métaure.
Le Métaure (en italien Metauro) est un ancien département de la république romaine de 1798 à 1799, puis du royaume d'Italie de 1808 à 1815. Il a été nommé d'après la rivière Métaure et avait pour chef-lieu Ancône.

## Histoire
Le département est organisé une première fois lors de la création de la république romaine de 1798 à 1799.
Il est recréé le 11 mai 1808 quand les Marches sont détachées des États pontificaux pour être annexées par le royaume d'Italie, augmenté des régions de Pesaro et, à partir de 1810, du Montefeltro (qui appartient au Rubicon en 1798-99). Il est accru, le 18 décembre 1810, de la région de Gubbio, détachée du département du Musone.
Ce département est éphémèrement recréé pour la troisième fois entre avril et mai 1815 lors de la reconquête des régions méridionales et centrales du royaume d'Italie par Joachim Murat.